# Hollybush (Worcestershire)
Hollybush – wieś w Anglii, w hrabstwie Worcestershire, w dystrykcie Wychavon. Leży 20 km na południowy zachód od miasta Worcester i 164 km na zachód od Londynu.